# Cimex
Cimex is een geslacht van wantsen, en het typegeslacht van de familie bedwantsen (Cimicidae).

## Soorten
- Cimex adjunctus Barber, 1939
- Cimex antennatus Usinger & Ueshima, 1965
- Cimex brevis Usinger & Ueshima, 1965
- Cimex incrassatus Usinger & Ueshima, 1965
- Cimex latipennis Usinger & Ueshima, 1965
- Cimex lectularius Linnaeus, 1758 – Bedwants
- Cimex pilosellus (Horvath, 1910)